# Ivan Poldauf
Ivan Poldauf (ur. 15 września 1915 w Kutnej Horze, zm. 9 sierpnia 1984 w Pradze) – czeski językoznawca (lingwista ogólny, anglista i leksykograf). Tworzył także przekłady z języka angielskiego. 
Kształcił się w zakresie języków angielskiego i czeskiego na Uniwersytecie Karola. Habilitację uzyskał w 1948 roku. W latach 1949–1961 był zatrudniony na Uniwersytecie Palackiego w Ołomuńcu, początkowo jako docent, a później jako profesor. Tamże wykształcił kilku przyszłych anglistów. W latach 1961–1965 był profesorem lingwistyki stosowanej i teorii przekładu na Uniwersytecie 17 listopada w Pradze. Od 1965 roku był profesorem anglistyki na Wydziale Filozoficznym Uniwersytetu Karola, aż do przejścia na emeryturę w 1980 roku. 